# Anatoli Pata
Anatoli Pata (en ruso: Анатолий Григорьевич Пата; Stalino, RSS de Ucrania, 30 de julio de 1958-10 de enero de 2025) fue un futbolista y entrenador de fútbol ruso que jugó en la posición de guardameta.

## Biografía
Sirvió en el ejército en Hungría en la compañía deportiva del Grupo de Fuerzas del Sur, donde fue campeón y medallista de plata de las Fuerzas Armadas. El primer equipo de maestros es el Pyatigorsk “ Mashuk ” de la zona 3 de la segunda liga (1982). Pasó los siguientes dos años en la primera liga, en Rotor Volgogrado, donde fue suplente de Viktor Vladyushchenkov. Luego, durante cuatro temporadas y media fue el portero principal del Dynamo Stavropol. En 1989 se trasladó al Krasnodar Kuban, pero un año más tarde se vio obligado a ceder su puesto en la portería a Evgeniy Plotnikov y jugó los dos años siguientes en el equipo de segunda liga Signal/Dynamo Izobilny. En la primera mitad de la temporada de 1993, jugó dos partidos con el Asmaral Kislovodsk, luego regresó al Dynamo, que jugó en la liga mayor, donde terminó su carrera profesional en 1994. Posteriormente jugó en equipos amateurs para el campeonato del territorio de Stávropol. 

## Portero-goleador
En 1986, en los partidos de la primera liga, marcó 4 goles de penalti, en 1991, en el segundo torneo de la liga inferior, 3 goles. Detuvo un tiro penal en su primer partido en la primera división, uno de los 12 porteros de los campeonatos de la URSS y Rusia que detuvieron dos tiros penales en un partido - en 1994 detuvo los tiros de los jugadores del Rotor Veretennikov y Niederhaus.
Cuando todavía era jugador, Pata experimentó problemas con el alcohol, que se intensificaron después de que terminó su carrera. Sin embargo, logró hacerles frente, en 2000 fue invitado al Dynamo para entrenar a porteros y durante los dos años siguientes trabajó como entrenador sénior. En 2002 obtuvo la licencia de entrenador y en octubre se convirtió en el entrenador en jefe del club.

## Carrera

### Jugador
| Periodo   | Club                    |
| --------- | ----------------------- |
| 1975      | FC Mashuk Pyatigorsk    |
| 1977-1979 | FC YUGV                 |
| 1982      | FC Mashuk Pyatigorsk    |
| 1983-1984 | FC Rotor Volgograd      |
| 1985-1989 | FC Dynamo Stavropol     |
| 1989-1990 | FC Kuban Krasnodar      |
| 1991-1992 | FC Dynamo Izobilny      |
| 1993      | FC Asmaral Kislovodsk   |
| 1993-1994 | FC Dynamo Stavropol     |
| 1995-1997 | FC Gigant Sotnikovskoye |

### Entrenador
| Periodo   | Club                           |
| --------- | ------------------------------ |
| 2002      | FC Dynamo Stavropol            |
| 2003-2004 | FC Dynamo Stavropol            |
| 2010      | FC Dynamo Stavropol            |
| 2011-2013 | FC Elektroavtomatika Stavropol |